# الخرقانية
الخرقانية إحدى قرى مركز القناطر الخيرية التابع لمحافظة القليوبية بجمهورية مصر العربية.

## التاريخ
قرية الخرقانية من القرى القديمة، حيث ذكرها الإدريسي في كتابه نزهة المشتاق في اختراق الآفاق، فقال: «الخرقانية ... هي قرية عامرة لها مزارع وضياع وبساتين كثيرة للملك.»
 كما ورد ذكرها باسم «الخاقانية» في كتاب قوانين الدواوين للأسعد بن مماتي من أعمال الشرقية وهو الاسم الذي وردت به في الروك الصلاحي الذي أجراه السلطان الأيوبي الناصر صلاح الدين سنة 572هـ/1176م، كما وردت باسم سندبيس من أعمال القليوبية في كتاب «التحفة السنية في أسماء البلاد المصرية» لابن الجيعان الذي حصر القرى المصرية بعد الروك الناصري الذي أجراه السلطان المملوكي الناصر محمد بن قلاوون سنة 715هـ/1315م. كما ذكرها المقريزي ضمن الأماكن التي كانت تحتوي على متنزهات خاصة بحُكّام مصر، فقال: «قصر الورد بالخاقانية: وكان من أيام منتزهات الخلفاء يوم قصر الورد بناحية الخاقانية، وهي قرية من قرى قليوب، كانت من خاص الخليفة، وبها جنان كثيرة».
ويبدو أن الاسم قد تبدّل في العصر العثماني، فوردت باسم «الخاقانية» وهي «الخرقانية» في دليل سنة 1224هـ/1809م الحكومي، ثم استقر اسم «الخرقانية»، فورد هذا الاسم في تاريخ 1228هـ/1813م الذي عدّ قرى مصر بعد المسح الذي قام به محمد علي باشا ضمن قرى مديرية القليوبية. كما ذكرها علي مبارك في الخطط التوفيقية، فقال هي من قرى مديرية القليوبية بقسم قليوب، ورجّح أنها محل قرية «سركازروم» التي قال هيرودوت أن نهر النيل يتفرع عندها إلى فرعي دمياط ورشيد. كما نقل عن المقريزي أن القرية كان لها شأن في زمن الفاطميين، حيث كانت متنزهًا للخلفاء وكان اسمها حينئذ «الخاقانية»، وأن الجامع ذا المئذنة الذي بالقرية بناه عثمان كتخدا القازدغلي باني جامع الكيخيا في الأزبكية وزاوية العميان بالأزهر.

## البنية التحتية
بالقرية مستشفى للحميات تأسس في عام 1976، وتعاني القرية من سوء مياه الشرب لاختلاطها بمياه الصرف الصحي.

## السكان
بلغ عدد سكان الخرقانية 19,520 نسمة، حسب الإحصاء الرسمي لعام 2006.